# Arne Strand
Arne Gösta Roland Strand, född 9 augusti 1934 i Vänersborg, är en svensk skådespelare.
Han är sedan 1963 gift med regissören Gunilla Berg och fick två döttrar mellan 1963 och 1966, den äldre är skådespelaren Marika Strand.

## Filmografi
- 1961 – Ljuvlig är sommarnatten
- 1965 – Salta gubbar och sextanter
- 1966 – Yngsjömordet
- 1970 – Prinskorv med äggröra
- 1972 – Rävspel (TV-serie)
- 1982 – Kraschen och tryggheten

## Teater

### Roller (ej komplett)
| År   | Roll                 | Produktion | Regi                        | Teater                           |
| ---- | -------------------- | --- | --------------------------- | -------------------------------- |
| 1956 | Peter van Daan       | Anne Franks dagbok (The Diary of Anne Frank) Frances Goodrich och Albert Hackett                                  | Sandro Malmquist            | Riksteatern                      |
| 1957 | Brasset              | Charleys tant (Charley's Aunt) Brandon Thomas                                                                     | Leo Golowin                 | Helsingborgs stadsteater         |
| 1957 | Notarien             | Barberaren i Sevilla (Le Barbier de Séville) Pierre de Beaumarchais                                               | Johan Falck                 | Helsingborgs stadsteater         |
| 1957 | Redlund              | Ett brott Sigfrid Siwertz                                                                                         | Johan Falck                 | Helsingborgs stadsteater         |
| 1957 | Gordon               | Dårskapens timme (L'ora della fantasia) Anna Bonacci                                                              | Åke Engfeldt                | Helsingborgs stadsteater         |
| 1957 | Maskinen             | Ut med narren! (Take the Fool away) J.B. Priestley                                                                | Johan Falck                 | Helsingborgs stadsteater         |
| 1957 | Notarien             | Nationalmonumentet Tor Hedberg                                                                                    | Rolf Carlsten               | Helsingborgs stadsteater         |
| 1957 | Bobin                | Pariserliv (La vie parisienne) Jacques Offenbach, Henri Meilhac och Ludovic Halévy                                | Soini Wallenius             | Helsingborgs stadsteater         |
| 1958 | Gilles de Rais       | Sankta Johanna (Saint Joan of Arc) George Bernard Shaw                                                            | Johan Falck                 | Helsingborgs stadsteater         |
| 1958 | Dubbel-Slev          | Figaros bröllop eller Den uppochnervända dagen (La Folle Journée, ou Le Mariage de Figaro) Pierre de Beaumarchais | Johan Falck                 | Helsingborgs stadsteater         |
| 1958 | David Bulloch        | Vad vet mamma om kärlek (The Reluctant Debutante) William Douglas-Home                                            | Åke Engfeldt                | Helsingborgs stadsteater         |
| 1958 | Filch                | Tolvskillingsoperan (Die Dreigroschenoper) Bertolt Brecht och Kurt Weill                                          | Johan Falck                 | Helsingborgs stadsteater         |
| 1958 | Rosenkavaljeren      | Farväl till kärleken Herbert Grevenius                                                                            | Johan Falck                 | Helsingborgs stadsteater         |
| 1959 | Biondello Jägaren    | Så tuktas en argbigga (The Taming of the Shrew) William Shakespeare                                               | Johan Falck Edvin Adolphson | Helsingborgs stadsteater         |
| 1959 | Soldat 2             | Romanoff och Julia (Romanoff and Juliet) Peter Ustinov                                                            | Lennart Olsson              | Helsingborgs stadsteater         |
| 1959 | Chauffören           | Levande ljus (Bei Kerzenlicht) Siegfried Geyer, Robert Katscher och Karl Farkas                                   | Åke Engfeldt                | Helsingborgs stadsteater         |
| 1959 | Juryman 5            | Tolv edsvurna män (12 Angry Men) Reginald Rose                                                                    | Johan Falck                 | Helsingborgs stadsteater         |
| 1959 | Mjölkutkörarens son  | Generalen på skolbänken (L'Hurluberlu ou Le Reactionnaire amoureux) Jean Anouilh                                  | Palle Granditsky            | Helsingborgs stadsteater         |
| 1959 | Tony                 | Utsikt från en bro (A view from the bridge) Arthur Miller                                                         | Frank Sundström             | Helsingborgs stadsteater         |
| 1959 | Denis Jacques Dubois | Som ni behagar (As you Like it) William Shakespeare                                                               | Frank Sundström             | Helsingborgs stadsteater         |
| 1960 | Robert               | Lilla helgonet (Mam'zelle Nitouche) Hervé, Henri Meilhac och Albert Millaud                                       | Frank Sundström             | Helsingborgs stadsteater         |
| 1960 | Peter van Daan       | Anne Franks dagbok (The Diary of Anne Frank) Frances Goodrich och Albert Hackett                                  | Frank Sundström             | Helsingborgs stadsteater         |
| 1960 | Tom Cherry           | Dagdrömmaren (Flowering Cherry) Robert Bolt                                                                       | Tom Dan-Bergman             | Folkparksturné/ Lilla Teatern    |
| 1960 | O'Shaunessy          | Gisslan (The hostage) Brendan Behan                                                                               | Per-Axel Branner            | Dramaten                         |
| 1962 | Mäster Patelin       | Listig som en räv (La Farce de maître Pierre Pathelin) David Augustin de Brueys och Jean de Palaprat              | Bernard Krook               | Riksteatern                      |
| 1963 | Konstdoktorn         | Min kära är en ros Bo Sköld                                                                                       | Sten Hedlund                | Riksteatern                      |
| 1964 | Theseus              | Herakles och Amazonerna (Rape of the Belt) Benn Levy                                                              | Tore Karte                  | Fredriksdalsteatern              |
| 1969 | Fyedka, en ung ryss  | Spelman på taket (Fiddler on the Roof) Sheldon Harnick, Joseph Stein och Jerry Bock                               | Henny Mürer                 | Stockholms stadsteater           |
| 1975 |                      | Modern (Die Mutter) Bertolt Brecht                                                                                | Ove Tjernberg               | Borås stadsteater                |
| 1979 |                      | Krisen (The Crisis) John Somerville                                                                               | Lars Gerhard Norberg        | Norrköping-Linköping stadsteater |
| 1980 |                      | De tre tjockisarna (Три толстяка) Jurij Olesja                                                                    | Gun Jönsson                 | Norrköping-Linköping stadsteater |
| 1980 | Theramenes           | Till Fedra Per Olov Enquist                                                                                       | Gunilla Berg                | Stockholms stadsteater           |
| 1984 | Thanatos             | Alkestis (Ἄλκηστις, Alkēstis) Euripides                                                                           | Martin Berggren             | Göteborgs stadsteater            |
| 1989 | Paulet               | Maria Stuart Per Olov Enquist                                                                                     | Gunilla Berg                | Göteborgs stadsteater            |